# Seaside Park
Seaside Park és una població dels Estats Units a l'estat de Nova Jersey. Segons el cens del 2007 tenia 2.306 habitants.

## Demografia
Segons el cens del 2000, Seaside Park tenia 2.263 habitants, 1.127 habitatges, i 606 famílies. La densitat de població era de 1.344,2 habitants/km².
Dels 1.127 habitatges en un 16,3% hi vivien nens de menys de 18 anys, en un 41,3% hi vivien parelles casades, en un 8,9% dones solteres, i en un 46,2% no eren unitats familiars. En el 38,8% dels habitatges hi vivien persones soles el 16,1% de les quals corresponia a persones de 65 anys o més que vivien soles. El nombre mitjà de persones vivint en cada habitatge era de 2,01 i el nombre mitjà de persones que vivien en cada família era de 2,61.
Per edats la població es repartia de la següent manera: un 14,4% tenia menys de 18 anys, un 6,2% entre 18 i 24, un 26,5% entre 25 i 44, un 27,9% de 45 a 60 i un 25,1% 65 anys o més.
L'edat mediana era de 47 anys. Per cada 100 dones de 18 o més anys hi havia 94,6 homes.
La renda mediana per habitatge era de 45.380 $ i la renda mediana per família de 58.636 $. Els homes tenien una renda mediana de 42.813 $ mentre que les dones 27.333 $. La renda per capita de la població era de 30.090 $. Aproximadament el 6,4% de les famílies i el 8,6% de la població estaven per davall del llindar de pobresa.

## Poblacions més properes
El següent diagrama mostra les poblacions més properes.